# 伊坂秀五郎

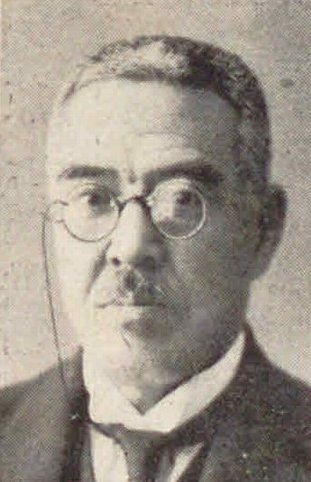
伊坂秀五郎

伊坂 秀五郎（いさか ひでごろう、明治11年（1878年）12月17日 - 昭和15年（1940年）12月17日）は、衆議院議員（4期）、鉄道実業家。昭和会所属。

## 経歴
三重県河曲郡、のちの河芸郡若松村（現鈴鹿市）出身。慶應義塾で学ぶ。
若松村長、三重県会議員、三重県参事官、三重県議会副議長を経て、三重県会議員議長（26代）を歴任。鉄道会議員となり、伊勢鉄道会社社長、その後の伊勢電鉄株式会社取締役。1920年（大正9年）第14回衆議院議員総選挙に立憲政友会からの推薦を受けて当選（以降3回当選）。のちに昭和会の結成に参加し、所属する。
他には、「開国曙光碑」の発起人となる。
五私鉄疑獄事件で贈賄罪で公判に付される。一審の東京地方裁判所の判決は無罪であったが、1934年（昭和9年）に二審で懲役四ヶ月・執行猶予3年の判決を受け、1936年（昭和11年）の大審院判決で確定した。